# Raymond Mouly
Raymond Mouly (Bezons, Île-de-France, 1925 of 1926 - circa 4 april 2016) was een Franse muziekwetenschapper, jazzauteur en -journalist, die ook actief was als muziekproducent.
Mouly was jarenlang chef-redakteur van het Franse Jazz Magazine en presenteerde jazzprogramma's op de Franse televisie (met Jean-Christophe Averty). Tevens was hij producer van het album Hum (1982) van Daniel Humair, René Urtreger en Pierre Michelot. Mouly schreef talloze hoesteksten (van Franse LP-uitgaven van o.a. Art Blakey, het Modern Jazz Quartet en Barney Wilen) en bijvoorbeeld een boek over Sidney Bechet (Notre ami Sidney, in 1959 verschenen bij Table Ronde).